# Dan Podeanu
Dan Podeanu (n. 7 februarie 1952, Poroina Mare, județul Mehedinți) este un profesor român de scrimă. Pregătește lotul olimpic de spadă a României, care sub conducerea sa a fost dublă campioană mondiale în 2010 și în 2011, și de cinci ori campioană europeană (2006, 2008, 2009, 2011 și 2015).

## Carieră
Podeanu s-a născut în județul Mehedinți, dar părintii lui s-au mutat la Craiova când avea șapte ani. După ce s-a jucat cu săbii împreuna cu alți copii, a început scrima la vârsta de 12 ani cu antrenorul Paul Ghinju. A fost dublu campion național la juniori, campion național la seniori și campion balcanic.
A devenit profesor de scrimă la Craiova după ce s-a retras din competiție. În anul 1997, a fost numit antrenorul echipei feminine de spada a României, la doi ani după ce Centrul Olimpic de spadă a fost înființat la Craiova. Le-a selectat pe Ana Maria Brânză, Loredana Iordăchioiu-Dinu, Iuliana Măceșeanu și Anca Măroiu când erau doar copii. Sub conducerea sa, echipa acesta, la care ulterior s-a adăugat și bucureșteanca Simona Alexandru-Gherman, s-a crescut și a câștigat cam 24 de medalii la Campionatele Mondiale și Europene la toate categoriile de vârstă, inclusiv argintul olimpic Anei Brânză la Beijing 2008 și două titluri mondiale pe echipe la seniori.
După eșecul spadasinelor la Londra 2012, care nu au câștigat nici o medalie în ciuda faptului că erau mari favorite, Podeanu și-a dat demisie, declarând: „Îi las pe cei tineri să facă treabă mai bună”. A fost înlocuit ca antrenor principal cu Octavian Zidaru, care în doi ani a obținut patru medalii europene și o medalie mondială de bronz. Totuși, Campionatul Mondial din 2014 de la Kazan a fost o dezamăgirea, fiindcă România nu a urcat pe podium, atât la individual, cât și la echipe. Federația Română de Scrimă și a constatat că relația dintre Zidaru și Brânză nu era cea mai bună posibilă, cu privire la faptul că Brânză îl considera pe Podeanu ca un al doilea tată. În consecință, Podeanu a fost numit din nou ca antrenor principal, misiunile sale ﬁind calificarea echipei la Jocurile Olimpice de la Rio și medalii la Campionatele Europene și Mondiale.
Fiul său Radu este și el antrenor de scrimă la LPS „Petrache Trișcu”, în cadrul căruia funcționează Centrul Olimpic de spadă.